# Финастерид
Финастеридът е химично съединение, активно вещество в някои лекарствени препарати против алопеция и доброкачествена хиперплазия на простатата.

## Описание
Финастеридът представлява кристален бял прах с антиандрогенно действие, лесно разтворим в хлороформ и практически неразтворим във вода. Абсорбира се бързо от стомашно-чревния тракт, потиска превръщането на тестостерона в 5-α-дихидротестостерон, отговорен за уголемяването на простатата.
Страничните ефекти от приема на медикамента са: понижено сексуално желание, намаляване на обема на еякулата, алергични реакции (обрив, сърбеж) и други.